# ويندي إليك
ويندي إليك (بالإنجليزية: Wendy Alec)‏ هي رائدة أعمال ومقدمة تلفزيونية أمريكية، ولدت في القرن العشرين في Welbeck Street ‏ في المملكة المتحدة.